# Jelepove, Rozdilna
Jelepove (în ucraineană Желепове) este un sat în comuna Rozdilna din raionul Rozdilna, regiunea Odesa, Ucraina.

## Demografie
Componența lingvistică a localității Jelepove
     Ucraineană (93,82%)
     Rusă (3,93%)
     Română (1,12%)
     Alte limbi (1,12%)
Conform recensământului din 2001, majoritatea populației localității Jelepove era vorbitoare de ucraineană (93,82%), existând în minoritate și vorbitori de rusă (3,93%) și română (1,12%).